# Escape from New York
Escape from New York (1997: rescate en Nueva York en España o 1997: escape de Nueva York en Hispanoamérica) es una película de ciencia ficción estadounidense de 1981 dirigida por John Carpenter y protagonizada por Kurt Russell, Lee Van Cleef, Ernest Borgnine y Donald Pleasence.
Obtuvo cuatro nominaciones en los Premios Saturn, incluyendo a mejor película, director, vestuario y maquillaje. Debido a su buena acogida comercial tuvo una secuela, también dirigida por Carpenter y protagonizada por Russell, Escape from L.A. (1996).

## Argumento
La historia se sitúa en un hipotético 1997. Debido al ascenso del crimen en Estados Unidos, cuyo aumento supera el 400 %, las autoridades toman la decisión de convertir Manhattan en una megaprisión, a la que son llevados la gran cantidad de criminales que hay desde entonces procedentes de todos los Estados Unidos. La prisión está rodeada por un gran muro y con vigilancia permanente por parte de la policía, la cual está equipada con armamento proveniente del ejército para protegerla. Allí los presos han construido su propia sociedad fundamentada en la barbarie, con poder y autoridad, pero aun así tienen el deseo de escapar, lo cual es siempre impedido por la policía.
En ese momento un grupo terrorista secuestra el Air Force One y lo estrella en la ciudad con la intención de acabar con el presidente, pero no consiguen su objetivo, ya que el presidente logra escapar a tiempo en una cápsula de salvamento. Sin embargo la cápsula, en la que se encuentra el presidente, aterriza en Manhattan, cayendo en manos de los reclusos, que no dudan en negociar con su vida a cambio de que la guardia militar les deje escapar y acceder de nuevo a Estados Unidos.
En esta crisis, en la que una acción convencional llevaría a la muerte al hombre más poderoso del mundo, el alcaide de este penal encuentra la solución en Snake Plissken, un antiguo veterano de la tercera guerra mundial al que se creía muerto y que estaba oculto y prófugo de la justicia. Recientemente arrestado por robar un banco de la Reserva Federal, es traído ante el alcaide para llevar a cabo el rescate del Presidente a cambio de recibir un indulto por todas sus ofensas ante la ley. Snake Plissken acepta el acuerdo pero, para asegurarse su lealtad, le instalan sin su consentimiento un mecanismo microscópico en su arteria, que explotaría transcurridas 24 horas, para tenerlo controlado durante su misión de rescate. El plazo es sólo de 24 horas ya que el presidente es muy importante para una conferencia internacional.
Empujado por las circunstancias Snake hace todo lo posible para rescatar al presidente a tiempo y lo consigue, aunque a duras penas. Él se vuelve un hombre libre, pero, sin que se den cuenta, se venga de lo ocurrido y de la conducta arrogante que mostró el presidente respecto a su salvación, destruyendo una cinta muy importante que tenía que presentar en la conferencia sustituyéndola por otra idéntica que contenía música.

## Reparto
- Kurt Russell como Snake Plissken
- Lee Van Cleef como Bob Hauk
- Ernest Borgnine como Taxista
- Donald Pleasence como el presidente John Harker
- Isaac Hayes como Duke
- Season Hubley como Chica
- Harry Dean Stanton como Harold Hellman "Cerebro"
- Adrienne Barbeau como Maggie
- Tom Atkins como Rehme
- Charles Cyphers como Secretario de Estado
- Joe Unger como Taylor
- Frank Doubleday como Romero
- John Strobel como Cronenberg
- John Cothran como Gitano #1
- Garrett Bergfeld como Gitano #2
- Richard Cosentino como Guardia gitano
- Robert John Metcalf como Gitano #3
- Joel Bennett como Gitano #4
- Vicangelo Bulluck como Indio #1
- Clem Fox como Indio #2
- Tobar Mayo como Indio #3
- Nancy Stephens como Azafata
- Steven M. Gagnon como Agente del servicio secreto #1
- Steven Ford como Agente del servicio secreto #2
- Michael Taylor como Agente del servicio secreto #3
- Lonnie Wun como Gitano de la bandana roja
- Dale E. House como Piloto de helicóptero #1
- David R. Patrick como Piloto de helicóptero #2
- Clay Wright como Piloto de helicóptero #3
- Al Cerullo como Piloto de helicóptero #4
- Bob Minor como Sargento Duty
- Wally Taylor como Controlador
- James O'Hagen como Técnico informático
- James Emery como Soldado
- Tom Lillard como Sargento de policía
- Borah Silver como Encargado de sala
- Tony Papenfuss como Asistente de sala
- John Diehl como Punk
- Carmen Filpi como Bum
- George 'Buck' Flower como Borracho
- Ox Baker como Slag
- Lowmoan Spectacular como Bailarín
- Ronald E. House como Bailarín
- Alan Shearman como Bailarín
- Joseph A. Perrotti como Bailarín
- Rodger Bumpass como Bailarín
- Ron Vernan como Bailarín

## Producción
Tras los éxitos de John Carpenter —La noche de Halloween (1978) y La niebla (1980)—, la productora Avco le propuso a John Carpenter hacer la película de El Experimento Filadelfia. Sin embargo, Carpenter se dio cuenta de que iba a costar mucho trabajo adaptar la novela, y por ello decidió presentar a la compañía el guion de 1997. Rescate en Nueva York. La productora accedió al respecto.
Con producción de Debra Hill y Larry J. Franco, Carpenter planteó así una película de ritmo trepidante gracias a la mezcla de acción y la música compuesta por el propio director que acompaña en todos los momentos. El guion, coescrito por Carpenter y Nick Castle, es original y crítico, ya que plantea reiteradamente tramas como qué tipo de gobernantes tienen las sociedades o la utilidad de aislar a los seres más despreciables de la sociedad.
Entre los intérpretes se confrontan la interpretación de Kurt Russell y Lee Van Cleef, que producen un fuerte choque de egos. Por una parte, Snake, que se configura como el prototipo de antihéroe que no está de acuerdo con el sistema, pues lo ha sufrido en él, y por la otra, el alcaide Bob Hauk, que, aun conociendo la injusticia en el sistema, vive de él e intenta preservarlo a cualquier precio, enviando a un individuo incontrolable en busca de otro que ejerce el control absoluto. Donald Pleasence, actor que ya había trabajado a las órdenes de Carpenter en La noche de Halloween (1978), encarna al presidente, un personaje acostumbrado a tener el poder que debido a las circunstancias lo ha perdido. A lo largo de la película, evoluciona de un hombre asustado que progresivamente va mostrando su verdadera personalidad conforme Snake le va devolviendo a su situación anterior durante la huida.
Otro aspecto destacado de la producción es la calidad visual de la película, presentando una Nueva York derruida y apocalíptica, rodeada de psicópatas y criminales. En la construcción de los decorados intervino James Cameron, en uno de sus primeros trabajos en el cine. Posteriormente el mismo decorado, con algunas modificaciones, fue utilizado en la película Blade Runner (1982), dirigida por Ridley Scott.
La filmación comenzó a finales de 1980 y terminó tres meses más tarde. Se rodó principalmente en San Luis, Misuri. Se hizo allí a causa de un gran incendio que hubo en 1977 y que daba el ambiente ideal para retratar el Manhattan de la película. Solo el lugar de la Estatua de la Libertad fue rodado en Nueva York. También se rodó en Los Ángeles y en Atlanta.

## Recepción
La película fue un éxito de taquilla obteniendo una recaudación de US$ 50 millones. Entre la crítica especializada, así como en los portales especializados en información cinematográfica, obtiene una positiva valoración. 
La revista Fotogramas le otorga una valoración de 3 sobre 5 indicando que es "un puro tebeo de ciencia-ficción que ofrece menos de lo que promete, aunque proporciona aceptables dosis de diversión.(...) Su resolución es eficaz pero no excesivamente ìinspirada". Sergio Benítez en EspinOf reseña "es uno de esos filmes que, siempre y cuando se tengan en cuenta ciertas concesiones de estilo ligadas a la época en la que se rodó —la estética ochentera se deja aquí notar bastante por más que sea una visión de futuro de década y media después de su fecha de estreno—, se disfrutan cada vez más con cada nuevo revisionado, aumentando su efectividad sobremanera con el paso del tiempo". Adrián Massenet, también en EspinOf, indica que es "una de las obras mayores de Carpenter, que permanece tan joven, o más, que hace ahora justo treinta años, y que pertenece, por derecho propio, a lo más grande de la sci-fi y la acción de las últimas décadas". Jordi Batllé para el diario La Vanguardia la califica de "deliciosa action-movie ambientada en un (entonces) futuro próximo".
Arthur Knight de The Hollywood Reporter asegura que es "Una película convincente sobre el futuro siniestro de Nueva York.(...) Tiene una premisa interesante, un reparto eficaz y está bien editada". Ian Nathan de Empire le otorga una valoración de 4 sobre 5 indicando "la idea, la ejecución y el personaje principal hacen que sea un cuento de hadas ácido pero fascinante". Vincent Canby para el diario The New York Times alaba que "es de lejos la película más ambiciosa y cautivadora de Carpenter hasta la fecha.(...) Russell está maliciosamente bien en el papel del héroe caído".
En IMDb obtiene una puntuación de 7,2 sobre 10, con base en 124.839 votaciones. En el sitio web especializado Rotten Tomatoes la película tiene una calificación de 86% con 64 reseñas de críticos profesionales (lo que en el sitio web le otorga una certificación de "fresco"), y una puntuación de 77% basándose en 72.717 valoraciones realizadas por los usuarios del portal. En FilmAffnity obtiene, con 28.051 valoraciones, una valoración de 6,1 sobre 10.

## Influencia en la cultura popular
A lo largo de los años la película ha sido objeto de diversos homenajes y reinterpretaciones. El protagonista de la saga de videojuegos Metal Gear Solid (1998) se llama Solid Snake, un pequeño homenaje hacia la película de Carpenter, ya que el protagonista tiene el nombre de Snake Plissken. El director del juego, Hideo Kojima, lo reconoció públicamente, declarando que Escape from New York es una de sus películas favoritas de todos los tiempos. Además, en Metal Gear Solid 2: Sons of Liberty (2001) Snake utiliza como pseudónimo Iroquois Plissken, el mismo apellido del personaje del film de Carpenter.
En 2004 la filial americana de la compañía de videojuegos Namco se hizo con los derechos de la película para crear un videojuego. Este se iba a titular Snake Plissken’s Escape y contó con su propia página web e incluso videos que enseñaban diferentes etapas de su desarrollo. La compañía confirmó que contaba con el beneplácito de Carpenter, Rusell y Debra Hill e incluso se indicó que podría ser la primera de una serie de videojuegos con una previsión de publicación para 2005. Finalmente, sin explicaciones por parte de Namco, el proyecto fue cancelado y no se volvió a informar nada sobre él.
El manga Appleseed (2004), escrito por Masamune Shirow, posteriormente adaptado al cine en una película homónima dirigida por Shinji Aramaki, presenta en sus tomos tercero y cuarto unas cuantas referencias o similitudes con la película, desde la aparición del propio Snake Plissken en un entrenamiento de SWAT en el capítulo Live Drive, hasta los diseños de la protagonista, Deunan Knute, que pierde el ojo opuesto al de Plissken y lleva en varias ocasiones una ropa similar a la de este (camisa sin mangas negra y pantalones militares, dándole un aspecto, salvando el sexo, muy similar). Además, el modo en que se retrata Nueva York en el episodio Point Man es, pese a no mencionarse que funcione como centro de reclusión, muy parecido al Manhattan de Escape from New York.
La película Doomsday (2008), dirigida por Neil Marshall, también hace claros homenajes a la película de Carpenter mostrando un futuro (2035) en el que Escocia está aislada del resto del mundo por un muro muy similar al de la isla de Nueva York para evitar la propagación de un virus mortal. En el interior, se ha formado una civilización de tribus urbanas, y en el exterior impera un gobierno de extrema derecha. La protagonista, Sinclair, tiene varios puntos en común con Snake Plissken: ambos son enviados a la zona aislada para rescatar a alguien (o algo), los dos manifiestan desinterés por acatar las normas, los dos son aficionados al tabaco y a ambos les falta un ojo. Además, uno de los miembros del equipo asignado a Sinclair para ayudarle a cumplir la misión se llama Carpenter, una clara alusión al director.
En la serie de dibujos animados The Grim Adventures of Billy & Mandy (Las sombrías aventuras de Billy y Mandy), (2001-2007) hay un personaje llamado Hoss Delgado que viste igual que Snake, teniendo un parche en ojo, cabello largo y barba de varios días. Sin embargo hay algunas diferencias como el color de pelo o que, por su profesión, estaría más relacionado con Van Helsing o Ash Williams, con quienes comparten la característica motosierra.
Los productores de la película Cloverfield (2008), dirigida por Matt Reeves e interpretada por Mike Vogel, Jessica Lucas y Lizzy Caplan, reconocieron que la idea de quitarle la cabeza a la Estatua de la Libertad surgió por influencia de esta película. Incluso los carteles promocionales de ambas películas guardan varias similitudes.

## Secuela y remakes
En 1996 Carpenter y Russell rodaron una secuela de la película, titulada Escape from L.A..
El 12 de marzo de 2007, la revista Variety informó que Gerard Butler estaba cerca de firmar un acuerdo donde entraría el derecho de hacer una versión de la película. Neal Moritz sería productor y Ken Nolan escribiría el guion aunque, Carpenter insinuó que la película podría ser una presecuela.
Un artículo en The Hollywood Reporter de 2010 reveló que la productora New Line Cinema había adquirido los derechos para la película, de la que es cotitular de los derechos StudioCanal, que posee los derechos para el mercado europeo, y el propio Carpenter.